# Barbara Kolar
Barbara Kolar (Čakovec, 18. travnja 1970.) hrvatska je televizijska voditeljica na HRT-u i bivša radijska DJ-ica na Anteni Zagreb.
Poznata je kao voditeljica televizijskih emisija "Ples sa zvijezdama" i "Zvijezde pjevaju". Na Anteni Zagreb vodila je emisiju "Jutarnji Show", a 6. studenoga 2020. napustila je Antenu i najavila da će se uskoro ipak vratiti radiju kao mediju. Ostvarila je gostujuće uloge u serijama "Bitange i princeze", "Stipe u gostima" i "Naša mala klinika", no prije svih tih uloga bila je jedna od voditeljica kviza Upitnik.

## Životopis
Osnovnu školu završila je u Bjelovaru u koji se njezina obitelj doselila iz Čakovca. Kako je njezin otac radio na televiziji, iz Bjelovara su se potom preselili u Zagreb gdje je nastavila školovanje. Diplomirala je na Veterinarskom fakultetu Sveučilišta u Zagrebu te je po struci doktorica veterinarske medicine. 
Nakon kraćega rada u struci otisnula se u medije počevši s vođenjem radijskih kontaktnih emisija, a potom i navedenih televizijskih emisija.
Uz to je vodila i brojne priredbe, manifestacije, dodjele nagrada te uključenja zagrebačkoga studija za glasovanje za Eurosong.
Živi u Zagrebu.

## Filmografija

### Televizijske uloge
- "Oblak u službi zakona" kao žena šnajderica (2022.)
- "Minus i plus" kao TV voditeljica (2021.)
- "Ko te šiša" kao TV voditeljica (2020.)
- "Crno-bijeli svijet" kao instruktorica računovodstva (2019.)
- "Odmori se, zaslužio si" kao Barbara Kolar (2010.)
- "Bitange i princeze" kao glasnogovornica MUP-a (2009.)
- "Stipe u gostima" kao Barbara Kolar i spikerica (2009.-2010.)
- "Naša mala klinika" kao Barbara Kolar (2007.)

### Voditeljske uloge
- "Večernjakova ruža 2022." (s Danielom Trbović) (2023.)
- "Dora" (s Jelenom Lešić, Danielom Trbović i Dorisom Pinčić) (2021.)
- "Zlatni studio" (s Jelenom Otašević Babić) (2020.)
- "Noć muzeja" kao voditeljica uživo na kanalu HRT (s Janom Haluzom) (2019.)
- "Kod nas doma" (2017. - danas)
- "Ponos Hrvatske" (s Duškom Ćurlićem) (2017.)
- "Dan HRT-a" (s Oliverom Mlakarom) (2016.)
- "Život je lijep" (s Brunom Šimlešom) (2015. – 2016.)
- "Ja to mogu" (2015.-2016.)
- "Dobre vibracije: Novogodišnji party" (2014.)
- "Godišnjica mature" (2014.)
- "30 u hladu" (2009.)
- "Zvijezde pjevaju" (s Duškom Ćurlićem) (2007.-2023.)
- "Ples sa zvijezdama" (s Duškom Ćurlićem) (2006.-2013.)
- "Malo misto" (2005.)
- "Kruške i jabuke" (2000.) i (2005.)
- "Upitnik" (90-te)

### Sinkronizacije
- "Pčelin film" kao Medena Kolar i voditeljica na TV-u u bolnici (2007.)
- "Shrek 2" kao Joan Rivers (2004.)